# 井上八三
井上 八三（いのうえ かずみ、1903年3月12日 - 1978年6月6日）は、日本の経営者。三井生命保険社長を務めた。

## 経歴
静岡県出身。1927年に早稲田大学商学部を卒業し、同年に三井生命保険に入社。
1947年17月に常務に就任し、1948年11月には社長に昇格。1965年5月に会長を経て、1968年5月には相談役に就任した。
1963年に藍綬褒章を受章し、1973年4月に勲三等瑞宝章を受章。
1978年6月6日、脳血栓のために死去。75歳没。